# 愛はきらめきの中に
「愛はきらめきの中に」（あいはきらめきのなかに、How Deep Is Your Love）は1977年にリリースされたビー・ジーズのシングル曲。ジョン・バダム監督の映画『サタデー・ナイト・フィーバー』に、「ステイン・アライヴ (Stayin' Alive)」、「恋のナイト・フィーバー (Night Fever)」（ともにビー・ジーズ）、「アイ・キャント・ハブ・ユー（If I Can't Have You）」（イヴォンヌ・エリマン (Yvonne Elliman)）とともに起用された。
UKチャートでは3位が最高、アメリカのビルボードチャートでは同年のクリスマスイブに1位をマークし、トップ10にも17週間とどまった。ビルボード誌1978年年間ランキングは第6位。

## チャート

### 週間チャート
| チャート (1977–1978年)                    | 最高位 |
| ----------------------------------------- | ------ |
| オーストラリア (Kent Music Report)        | 3      |
| オーストリア (Ö3 Austria Top 40)          | 13     |
| ベルギー (Ultratop 50 Flanders)           | 6      |
| ブラジル (ABPD)                           | 1      |
| カナダ (RPM)                              | 1      |
| カナダ アダルト・コンテンポラリー (RPM)   | 3      |
| チリ                                      | 1      |
| フィンランド                              | 1      |
| フランス (SNEP)                           | 1      |
| 西ドイツ (Media Control Charts)           | 21     |
| アイルランド (IRMA)                       | 2      |
| イタリア (FIMI)                           | 2      |
| オランダ (Dutch Top 40)                   | 8      |
| ニュージーランド (Recorded Music NZ)      | 6      |
| ノルウェー (VG-lista)                     | 5      |
| 南アフリカ (Springbok)                    | 2      |
| スペイン (PROMUSICAE)                     | 7      |
| スウェーデン                              | 4      |
| イギリス (Official Charts Company)        | 3      |
| 全米 Billboard Hot 100                    | 1      |
| 全米 Billboard アダルト・コンテンポラリー | 1      |
| 全米 キャッシュボックス                   | 1      |
| 全米 ラジオ&レコード                      | 1      |
| 全米 レコード・ワールド                   | 2      |

| チャート (2012年) | 最高位 |
| ----------------- | ------ |
| フランス (SNEP)   | 85     |

| チャート (1977年) | 順位 |
| ----------------- | ---- |
| カナダ            | 51   |
| イギリス          | 19   |

| チャート (1978年)      | 順位 |
| ---------------------- | ---- |
| オーストラリア         | 17   |
| カナダ                 | 53   |
| 南アフリカ             | 8    |
| 全米 Billboard Hot 100 | 6    |

| チャート (1958–2018)   | 順位 |
| ---------------------- | ---- |
| 全米 Billboard Hot 100 | 25   |

### セールスと認定
| 国/地域                                                                                  | 認定     | 認定/売上数 |
| ---------------------------------------------------------------------------------------- | -------- | ----------- |
| カナダ (Music Canada)                                                                    | Gold     | 75,000^     |
| デンマーク (IFPI Danmark)                                                                | Gold     | 45,000      |
| フランス (SNEP)                                                                          | Gold     | 500,000*    |
| Ireland                                                                                  |          | 25,000      |
| イタリア (FIMI) 2009年からの売上                                                         | Gold     | 35,000      |
| Japan                                                                                    |          | 70,000      |
| イギリス (BPI) フィジカル・セールス                                                      | Gold     | 963,471     |
| イギリス (BPI) 2007年からのデジタル・セールス                                            | Platinum | 600,000     |
| アメリカ合衆国 (RIAA)                                                                    | Gold     | 1,700,000   |
| * 認定のみに基づく売上数 · ^ 認定のみに基づく出荷枚数 · 認定のみに基づく売上数と再生回数 |          |             |

## カバー
- イギリスの男性グループ、テイク・ザットによるカバー。メインボーカルは、ゲイリー・バーロウ。3週連続UKチャート1位（1996年）。

- 日本のコーラスグループ、サーカスによるカバー。
- レッド・ホット・チリ・ペッパーズ時代のジョン・フルシアンテが、度々ライブの合間にこの歌を弾き語っていた。
- NHK『ハッチポッチステーション』内コーナーでグッチ裕三がカバー。
- NHK『天才てれびくんワイド』内の音楽コーナー「ミュージックてれびくん（MTK）」の33曲目としてカバー。
- 日本のミュージシャン、bice（ビーチェ）によるアコースティック・カバー。1998年『Spotty Syrup』、2000年『Covers』収録。
- 日本のミュージシャン、河村隆一による日本語詞カバー。2011年『THE VOICE』収録。
- 日本の女優、歌手である原田知世によるカバー。ゴンチチのプロデュースによる2001年のアルバム『Summer breeze』に収録。ウエラジャパン「トリートメントカラーナチュラル」CMソング。
- 日本のバンド、 DEENが2014年6月1日発売 25th album「君がいる夏 -Everlasting Summer-」でカバーされた。